# Фатин, Игорь Викторович
И́горь Ви́кторович Фа́тин (род. 24 ноября 1962) — советский и российский футболист, полузащитник и тренер.

## Карьера
Карьеру начинал в 1979 году в иркутской «Звезде», в составе которого выступал в первенстве СССР во второй лиге, зона «Восток» В сезонах 1985—1989 вместе с командой занимал 2 место в своей зоне. В 1990 году перебрался в клуб «Океан» Находка. В течение двух лет клуб претендовал на выход в первую союзную лигу, и когда в 1991 году получил это право, СССР распался, и команду была допущена к участию в высшей российской лиге. 2 апреля 1992 года в выездном матче 2-го тура против московского «Локомотива» дебютировал в матчах высшего российского дивизиона, проведя на поле полный матч. В «Океане» в высшей лиги отыграл два сезона, проведя 56 игр, забив 5 мячей. В 1994 году вернулся в «Звезду», участвующую в первой лиге. В 1995 году команда поднялась на самую верхнюю ступеньку в своей истории, заняв 4-е место в первой лиге. В том же году закончил Хабаровский институт физической культуры. В 1998 году перешёл в «Селенгу», в которой и завершил профессиональную карьеру в 1999 году. С 2000 по 2001 год работал одним из тренеров «Звезды». В 2001 году окончил Высшую школу тренеров РГАФК (специализация: футбол). С 2003 года работал старшим тренером в мини-футбольном клубе «Звезда-Истлэнд» (Иркутск). В сезонах 2005/2006 года и 2006/2007 команда занимала 4 место в высшей лиге, что также является наивысшим достижением иркутского футбола. В 2007 году работал главным тренером команды Сибирского таможенного управления по мини-футболу, ставшей в сезоне 2007 году впервые чемпионом России среди таможенных органов. С 2008 года является старшим тренером по футболу женского клуба «ДЮСШ Рекорд» Иркутска. В 2008 году команда девушек под руководством Фатина в Анапе стала чемпионом России среди своего возраста. Также с 2008 года работает старшим преподавателем в Иркутском филиале ФГБОУ ВПО «РГУФКСМиТ». В 2012 году команда филиала, тренирующаяся у Фатина, заняла третье место в открытой Спартакиаде среди вузов по мини-футболу.

## Достижения
- Победитель зоны «Восток» Второй лиги: 1991
- Серебряный призёр 4 зоны Второй лиги (2): 1985, 1989
- Бронзовый призёр 4 зоны Второй лиги(2): 1982, 1990